# 铁氰酸钆
铁氰酸钆是一种无机化合物，化学式为Gd[Fe(CN)6]，难溶于水。

## 制备
铁氰酸钆的水合物可以由碱金属的铁氰酸盐和钆盐的溶液反应得到。